# Rosemarie Herzog-Götze
Rosemarie Herzog-Götze (* 20. August 1926 in Sebnitz; † 9. August 2011 in Potsdam) war eine deutsche Schauspielerin.

## Leben
Sie studierte von 1945 bis 1946 an der staatlichen Schauspielschule Dresden, bekam aufgrund ihrer herausragenden Leistungen schon nach einem guten Jahr die Bühnenreife und ging ins Engagement nach Döbeln, wo sie bereits viele große Rollen (Maria Stuart, Gretchen u. a.) spielte.
Danach folgten Engagements in Görlitz, Dresden und Potsdam, wo sie bis zu ihrem Tode lebte.
1951 heiratete sie den Schauspieler Günther Götze, mit dem sie eine gemeinsame Tochter bekam, die Schauspielerin Gela Götze.
Ab den 1960er Jahren spielte sie in zahlreichen DEFA-Filmen mit, etwa Brot und Rosen (1967), Benno macht Geschichten (1982) oder Der Mörder sitzt im Wembley-Stadion (1970).

## Filmografie
- 1962: Das Glas Wasser
- 1965: Das Kaninchen bin ich
- 1965: Die besten Jahre
- 1965: Episoden vom Glück
- 1967: Brot und Rosen
- 1968: Schüsse unterm Galgen
- 1970: Der Mörder sitzt im Wembley-Stadion
- 1971: Der kleine und der große Klaus
- 1973: Aus dem Leben eines Taugenichts (auch Synchronstimme)
- 1973: Zement (Fernsehfilm, 2 Teile)
- 1974: Heiße Spuren
- 1974: Die Frauen der Wardins (Fernseh-Dreiteiler)
- 1976: Nelken in Aspik
- 1976: Die Leiden des jungen Werthers
- 1977: Trini
- 1977: El Cantor (Fernsehfilm)
- 1978: Eine Handvoll Hoffnung
- 1978: Rotschlipse
- 1978: Achillesferse
- 1980: Glück im Hinterhaus
- 1980: Ernste Spiele
- 1980: Überblickt man die Jahre
- 1982: Benno macht Geschichten
- 1984: Wo andere schweigen
- 1984: Die Frau und der Fremde
- 1988: Vera – Der schwere Weg der Erkenntnis